# Julie Dreyfus
Julie Dreyfus (Parijs, 24 januari 1966) is een Frans actrice. Zij maakte in 1992 haar film- en acteerdebuut in de Japanse boekverfilming Toki rakujitsu, internationaal ook uitgebracht als The Distant Setting Sun. Ze kon dit doen omdat ze vanaf 1985 Japans studeerde en werd opgemerkt toen ze voor het lokale Nippon Hoso Kyokai werkte als taalinstructrice.
Dreyfus is het enige kind van de in 2000 verongelukte Franse actrice Pascale Audret die de zuster was van de zanger Hugues Aufray. Behalve Frans en Japans spreekt ze tevens Engels en Duits. Regisseur Quentin Tarantino castte haar zowel in zijn Kill Bill: Vol. 1 (als Sofie Fatale) als in Inglourious Basterds (als Francesca Mondino).

## Filmografie
*Exclusief televisiefilms
- Inglourious Basterds (2009)
- Vinyan (2008)
- Tokyo! (2008)
- Kill Bill: Vol. 1 (2003)
- Bathory (2000)
- The Godson (1999)
- Legal Aliens (1998)
- A Feast at Midnight (1995)
- Rampo (1994)
- Toki rakujitsu (1992)